# Perry McCarthy
Perry McCarthy (født 3. marts 1961 i London) er en engelsk formel 1-kører, som var testkører i det britiske tv-program Top Gear.